# Saint-Sulpice (Savoie)
Saint-Sulpice ist eine französische Gemeinde mit 820 Einwohnern (Stand 1. Januar 2022) im Département Savoie in der Region Auvergne-Rhône-Alpes. Sie gehört zum Arrondissement Chambéry und ist Mitglied des Gemeindeverbands Communauté d’agglomération du Grand Chambéry. Die Bewohner werden Sorpesais und Sorpesaises genannt.

## Geographie

### Lage
Saint-Sulpice liegt auf 559 m, einige Kilometer westlich der Präfektur Chambéry, 43 Kilometer nordnordöstlich der Stadt Grenoble und 43 Kilometer südsüdwestlich der Stadt Annecy (Luftlinie). Das Dorf lehnt sich gegen die Ostflanke der Chaîne de l’Épine, dem südlichsten Antiklinalausläufer des französischen Juragebirges. Nachbargemeinden von Saint-Sulpice sind La Motte-Servolex im Norden, Chambéry und Cognin im Osten, Vimines im Süden sowie Aiguebelette-le-Lac und Nances im Westen.

### Topographie
Die Fläche des 8,82 km² großen Gemeindegebiets umfasst einen Abschnitt der Ostflanke der Chaîne de l’Épine, ein sich in Nord-Süd-Richtung erstreckender Höhenzug mit Gipfeln von bis zu 1425 m, der die Talfurche von Chambéry von der Ebene rund um den Lac d’Aiguebelette trennt. Das Gebiet teilt sich in die vollständig bewaldete Chaîne de l’Épine und ihren durch kleine Erosionstäler untergliederten Geländesockel auf, dessen Höhe zwischen 350 m und 600 m variiert und auf dem sich das Siedlungsgebiet der Gemeinde befindet. Dort entspringen mehrere Bäche, die teilweise im Norden und Süden die Gemeindegrenze bilden. Waldgebiete machen mit über 62 % den größten Teil der Flächennutzung aus, gefolgt von landwirtschaftlichen Flächen mit etwas über 37 %.

### Gemeindegliederung
Zu Saint-Sulpice gehören neben dem eigentlichen Ortskern auch mehrere Weilersiedlungen und Gehöfte, darunter:
- Les Yvroux (493 m) am Nordrand der Gemeinde,
- La Combe Lemain (535 m) nördlich des Ortskerns,
- Les Platières (524 m) östlich des Ortskerns,
- Les Martins (530 m) und Le Frêney (530 m) auf jeweils eigenen Hügelkuppen südlich des Ortskerns,
- Montfort (471 m) zwischen Saint-Sulpice und Cognin.

## Geschichte
Die Ursprünge von Saint-Sulpice lassen sich bis ins Hochmittelalter verfolgen, als der Ort im 11. Jahrhundert als Sanctus Sulpitius erstmals urkundlich erwähnt wurde. Der Name bezieht sich auf den Hl. Sulpicius II. von Bourges, wobei der ihm geweihte Kirchbau erst 1497 verzeichnet wurde. Im Mittelalter war das Dorf durch das 1332 erstmals erwähnte Château de Montfort befestigt, eine Burg am Nordrand des heutigen Weilers Montfort. Sie war das Zentrum einer Herrschaft unter der Oberhoheit der Grafen von Savoyen, zu der neben dem heutigen Gebiet von Saint-Sulpice auch Cognin, Vimines, Saint-Thibaud-de-Couz und ein Teil von La Motte-Servolex gehörten, und erhielt 1563 den Rang einer Baronnie. Nachdem die Burg im 17. Jahrhundert ihre Bedeutung verloren hatte und verfiel, sind von ihr sind heute keine Überreste mehr vorhanden.

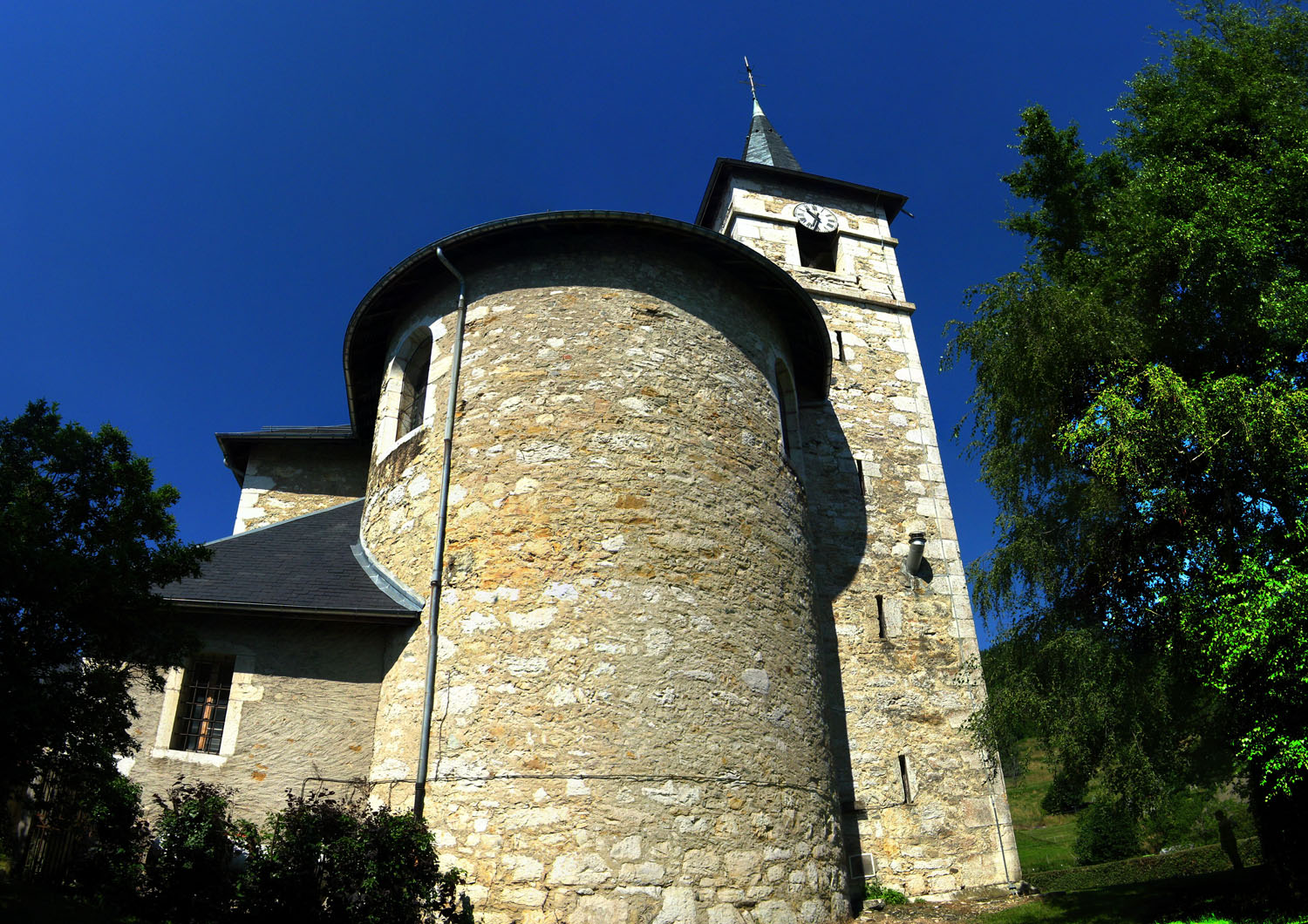
Dorfkirche von Saint-Sulpice

Bis zum 16. Jahrhundert war Saint-Sulpice dem Bischof von Grenoble abgabepflichtig und markierte die Grenze zwischen den Bistümern Belley und Grenoble. Im Jahr 1844 wurde die baufällig gewordene mittelalterliche Kirche abgerissen und neu gebaut.

## Sehenswürdigkeiten
Die Dorfkirche aus dem Jahr 1844 ist im savoyardischen Stil aus Bruchsteinmauerwerk errichtet und hat einen traditionellen Kreuzgrundriss. Das Dach ist mit Schieferwerk aus der Maurienne gedeckt. Zu den Natursehenswürdigkeiten zählen die Chaîne de l’Épine, über deren Gipfelgrat ein Wanderweg mit Zugang von Saint-Sulpice führt.

## Bevölkerung
| Jahr                       | 1962 | 1968 | 1975 | 1982 | 1990 | 1999 | 2006 | 2011 | 2020 |
| Einwohner                  | 302  | 303  | 355  | 456  | 600  | 672  | 697  | 762  | 771  |
| Quellen: Cassini und INSEE |      |      |      |      |      |      |      |      |      |

Mit 820 Einwohnern (Stand 1. Januar 2022) gehört Saint-Sulpice zu den kleinen Gemeinden des Département Savoie. Nachdem die Einwohnerzahl in der zweiten Hälfte des 19. und ersten Hälfte des 20. Jahrhunderts gleichmäßig zurückgegangen war (1861 wurden noch 573 Einwohner gezählt), setzte in den 1970er Jahren wieder eine Bevölkerungszunahme ein, die auf das Wachstum im Großraum Chambéry zurückgeht. Über das Gemeindegebiet verstreut entstanden zahlreiche neue Einfamilienhäuser.

## Wirtschaft und Infrastruktur
Saint-Sulpice ist bis heute ein vorwiegend durch die Landwirtschaft geprägtes Dorf. Etwa ein Drittel der ortsansässigen Betriebe sind im ersten Sektor aktiv in den Bereichen Viehzucht und Feldwirtschaft. Den übrigen Teil machen verschiedene Betriebe des lokalen Kleingewerbes aus. Mittlerweile hat sich das Dorf auch zu einer Wohngemeinde entwickelt: Viele Erwerbstätige sind Wegpendler, die in den größeren Ortschaften der Umgebung, vor allem im Raum Aix-les-Bains und Chambéry, ihrer Arbeit nachgehen.
Die Ortschaft liegt nicht direkt an einer größeren Durchgangsstraße, profitiert aber von der Verkehrsinfrastruktur im nahegelegenen Chambéry, wo sich der nächste Regionalbahnhof und Anschlüsse an das Autobahnnetz befinden. Das Dorf ist über die Departementsstraße D916 von Cognin aus erreichbar; diese Straße überquert den außerhalb der Wintermonate befahrbaren, 987 m hohen Pass Col de l’Épine bis nach Novalaise. Weitere Nebenstraßen zweigen nach La Motte-Servolex und Vimines ab. Als Flughäfen in der Region kommen Chambéry-Savoie (Entfernung 13 km), Lyon-St-Exupéry (88 km) oder Genf (91 km) in Frage.
In Saint-Sulpice befindet sich eine staatliche Grundschule (école élémentaire).